# 사비트르
사비트르(산스크리트어: सवितृ, 주격 단수 सविता 사비타) 또는 사비투르는 베다 경전에서 아디트야, 즉 베다 원시 어머니 여신 아디티의 자손이다. 베다 산스크리트어로 그의 이름은 "추진하는 자, 각성자, 생기를 부여하는 자"를 의미한다.
그는 때때로 "태양신"인 수리야와 동일시되기도 하고 때로는 구별되기도 한다. 그를 태양과 구별되는 것으로 간주될 때, 그는 태양의 신성한 영향력 또는 생기를 주는 힘으로 생각된다. 해가 뜨기 전의 태양을 사비트르라고 하고, 해가 뜬 후부터 해가 질 때까지의 태양을 수리야라고 한다. 사비트르는 베다 경전의 가장 오래된 구성 요소인 리그베다에서 존경을 받는다. 그는 리그베다 3 만달라에서 처음으로 기록되었으며,(RV 3.62.10) 그 찬가는 나중에 가야트리 만트라라고 불렀다. 더욱이 그는 사비트르의 찬송가라고도 불리는 리그베다의 찬송가 35번에 아주 자세하게 묘사되어 있다. 이 찬송에서 사비트르는 수호신으로 의인화되어 표현된다. 그는 리그베다의 11개 전체 찬송가와 다른 많은 경전의 일부에서 그를 기리고 있으며, 그의 이름은 전체적으로 약 170번 언급된다.
사비트르는 베다 시대 이후 힌두교 만신전에서 독립된 신으로 사라졌지만, 현대 힌두교에서는 여전히 사비트리라는 이름으로 불리며 숭배되고 있다.

## 리그베다의 신
사비트르는 행위자 접미사 -tṛ 가 추가된 동사 어근에서 파생된 명사의 형태로 주로 행위자를 나타내는 이름을 가진 신이다. 사비트르의 이름은 다트르, 트라트르 및 트바스트르과 함께 베다 신조어 클래스에 속한다. 이 이름들은 각각 그들이 창조하고, 보호하고, 생산하는 대리자 신임을 나타낸다.

### 모습
사비트르는 황금빛 팔을 가지고 있고, 손이 넓거나 혹은 손이 아름답다. 그는 또한 유쾌한 혀를 가지고 있거나 아름다운 혀를 가지고 있으며, 한때 쇠턱이라고 불리기도 한다. 그의 눈은 또한 황금빛이다. 그는 노란 머리인데, 이것은 아그니와 인드라와 공유하는 특성이다. 그는 황갈색 옷을 입고 있다. 그는 황금빛 차축이 달린 황금빛 전차를 가지고 있는데, 이것은 그 자신이 모든 형태를 취할 수 있는 것과 같다. 그의 전차는 두 개의 빛나는 말이나 두 개 이상의 청동으로 된 하얀 발의 종마에 의해 그려지는 찬란한 전차로 비유된다. 강력한 빛(아마티)은 우선적으로 사비트르의 것으로 여겨지고, 강력한 "황금" 빛은 그만의 것이다. 그러한 빛은 그가 뻗거나 확산한다. 그는 공기, 천지, 세계, 땅의 공간, 천국의 금고를 밝힌다.

### 기능
푸샨이나 수리야처럼, 그는 유동적이고 정지적인 것의 군주이다. 사비트르는 르타의 유지를 의미하는 유동적이고 고정적인 것으로 간주되어 왔다. 사비트르는 모든 존재들의 수호자 역할을 하는 은혜로운 신으로, 섭리하고 영혼의 세계를 지키는 존재이다. 아디트야로서, 사비트르는 영원한 질서에 충실한 점수 산출자 역할을 한다.
공중에 있는 그의 원시적인 길들은 먼지가 없고 날렵하게 횡단되어 있으며, 그 길들 위에 그는 자신의 호출자들을 강화하도록 요구받는다. 그는 죽은 영혼을 의인들이 사는 곳으로 옮기도록 기도받는다. 사비트르는 신들에게 불멸성을 부여할 뿐만 아니라 인간에게도 수명을 부여한다. 그는 또한 그들의 행위의 위대함으로 그의 거주지로 진출한 리부스에게 불멸성을 부여했다. 다른 신들처럼, 사비트르는 우주의 지지자이다. 또한 그는 베다에서 비슈누에게 할당된 역할인 온 세상을 보유하고 있다.

### 추상 분류
리그베다에는 두 종류의 신이 있는데 그 성격은 추상화에 기초를 두고 있다.
- '욕망'과 같은 추상적 개념의 직접적인 의인화로 구성된 첫 번째 부류는 리그베다의 가장 최신 찬송가에서만 발생하며 베다 시대의 과정에서 명백하게 추적 가능한 추측의 성장으로 인해 드물다.

- 두 번째 부류와 더 많은 부류의 신들은 주로 행위자를 의미하며, 접미사 "-트르"를 가진 어근에서 파생된 명사의 형태로 구성되거나, 프라자파티("생물의 군주")와 같은 속성을 지정한다.

베다의 신화적 창조물들의 진화에 의해 판단되는 계급은 직접적인 추상화를 나타내는 것이 아니라 각각의 경우에 활동 또는 성격의 특정한 측면을 나타내는 하나 이상의 신들에 적용된 예명에서 파생되는 것으로 나타난다. 그러한 예명들은 점차 분리되어 마침내 독립적인 지위를 얻게 된다. 따라서 원래 태양의 예명(여성형이 로히니)인 로히타는 창조주의 자격으로 별개의 신으로서 존재한다.
...'추상'이라고 불릴지도 모르는 제2류 신들은, 그들의 이름이 수행하는 기능을 표현하는 대리인 신들, 즉 '다트르'와 같은 신들에게 주어지는데, 그들은 '기능적인 신들'이라고 불릴 수 있다. 베다 문헌에서 발견되는 모든 경우에 있어서, 우리는 그 개념이 애초에 어떤 구체적인 신에 대한 문제의 별칭의 사용으로부터 형성되었다고 꽤 타당한 정도의 개연성을 가지고 말할 수 있다; ... 특별한 행동 분야에 있는 그 신을 나타낸 후, 그것은 단지 문제의 행동 영역에 관해서만 관심을 가지는 별개의 신으로 점차적으로 만들어졌다. 그러나 이것은 의심의 여지 없이 증명될 수는 없다: 예를 들어, "사비트르"가 정말 태양의 한 측면인지, 아니면 자연의 유사성 때문에 '태양과 같이' 만들어진, 자극의 신인지에 대해서는 항상 의문을 가질 것이다. 다른 경우에는 의심의 여지가 덜할 수 있다: "비슈누" 신은 사실 '넓은 발걸음'의 신으로 설명될 수 없고, 그는 태양의 신이며, 우연히 특별한 활동 영역을 가지게 되었다...

사비트르는 소마 희생제에 참여한 것으로 언급되지 않았다.
"리그베다"가 그를 의식에 참여한 것으로 알지 못했고, 나중에 그를 데려온 것은 아마도 그의 중요성이 커졌기 때문일 것이며, 아마도 "아디트야"로서였다는 것은 의심할 여지 없이 정당한 증거이다."

### 태양의 측면
기원전 5세기의 산스크리트어 학자 야스카에 따르면, 그의 저작 '니룩타'(어원학)(12, 12)에서 어려운 베다 신화를 다양하게 해석하려고 시도한 바 있다. 사야나차리야(리그베다)는 태양이 떠오르기 전에는 태양을 '사비트르'라고 부르지만, 떠오르기 전부터 자신의 설정인 '수리야'라고 부른다고 말한다. 하지만 사비트르는 가끔 '잠을 청하는' 것으로도 언급되기 때문에, 아침뿐만 아니라 저녁과도 연결되어야 한다. 한 찬가(2, 38)에서 그는 정말로 석양이라고 칭송받는다; 그리고 그에게 보내는 찬가들 중 대부분이 아침이나 저녁 제물을 위한 것임을 암시하는 부분들이 있다. 그는 두 발과 네 발을 가진 존재들을 모두 쉬게 하고, 그들을 깨운다. 그는 말의 노를 풀어, 방랑자를 잠재우고, 그의 명령에 따라, 방랑자를 잠재우고, 방랑자가 거미줄을 걷어올리고, 능숙한 사람은 완성되지 않은 작품을 내려놓는다. 동쪽은 아그니에게, 남쪽은 소마에게, 그 후에 서쪽은 그에게 할당된다.

"수리야-라스미"라는 별명은 리그베다에서 단 한 번만 사용되었으며 사비트르에도 적용된다:
수리야처럼 사비트르는 사악한 악몽을 없애고 사람들에게 죄를 짓지 않게 해달라고 간청한다. 사비트르는 마법사들과 적대감을 쫓아낸다. 그는 고정된 법을 준수한다. 물과 바람은 그의 명령에 따른다. 그는 물을 이끌고 그의 추진력으로 물은 넓게 흐른다. 다른 신들은 그의 선례를 따른다. 어떤 존재도, 심지어 인드라, 바루나, 미트라, 아리아만, 루드라도 그의 의지와 독립적인 지배에 저항할 수 없다. 그의 칭송은 바수들, 아디티, 바루나, 미트라, 아리아만에 의해 찬양된다. 그는 가치 있는 모든 것의 군주이며, 하늘, 공기, 땅에 가득 찬 축복을 내린다.
리그베다의 몇몇 구절에서는 사비트르와 수리야가 동시에 등장한다. 리그베다의 어떤 찬송가에서 사비트르와 수리야라는 용어가 혼용되고 있다는 A.B. 케이트의 의견에 근거하여 등장할 수도 있다. 그러나 주목할 만한 다른 여러 신들은 가계부에 나오는 사비트르의 칭호와 직접적으로 연관되어 있다. 그 신들 중에는 사비트르와 나란히 짝을 이루는 인드라가 포함되며, 사비트르와 결합되는 트바쉬트르가 포함된다. 더욱이 사비트르는 바가와 명확하게 동일시된다. 사비트르는 또한 분명히 푸샨과 미트라라고도 불린다. 사비트르는 확실히 수리야의 태양광을 사용하는 책임을 직접 맡았지만 사비트르는 다른 신들과 훨씬 더 직접적으로 동일시되고 있다. 베다 시인은 이렇게 관찰한다:
또 다른 찬가에서 수리야는 보통 사비트르에 적용되는 형용사인 프라사비트르(생기를 불어넣는 자)라는 용어로 언급되며, 3절에서 사비트르는 명백히 수리야와 같은 신으로 언급된다. 다른 찬송가에서도 역시 두 신을 분리하는 것은 거의 가능하지 않다. 어떤 구절에서 사비트르는 태양의 광선과 결합하거나 태양의 광선과 함께 빛난다.

사비트르는 창조에 있어서 주요한 역할을 한다. 관련된 찬송가는 다음과 같이 언급한다: "인드라는 현존하는 것이 배제되지 않은 여섯 개의 넓은 공간을 측정했다: 넓은 땅과 하늘의 높은 돔을 만든 사람, 심지어 그 자신도 그렇다." 사비트르는 인드라가 우주를 형성하는 것을 도왔다.

### 다른 이름과 별명
아팜 나파트 (물에서 태어난)
사비트르가 적어도 한 번은 그렇게 불렸다. "아팜 나파트"(물의 자손)은 아그니와 소마에게도 적용되는 별명이다.
중부지방의 신
해설자 야스카는 사비트르가 비를 일으키는 것으로 간주되는 구절에 대해 논평하면서 그를 이 능력을 소유한 근심 영역(또는 대기)에 속하는 것으로 간주하고 천상에 있는 아디트야들을 사비트르로도 부른다고 덧붙였다. 아마도 이 별명과 사비트르의 경로가 대기에 있다고 알려져 있기 때문에 이 신은 나이간투카의 외부 공간 신들 중 근심 창공의 신들 사이에서 발생한다.
프라자파티
사비트르는 한때 세계의 프라자파티로 묘사되었다. 사타파타 브라마나(12, 3, 5절)에서 사비트르는 프라자파티와 동일시되었으며 타이티리야 브라마나(1, 6, 4절)에서는 프라자파티가 사비트르가 되어 생명체를 창조했다고 명시되어 있다.
다무나스 (가정의)
리그베다에서 사비트르는 다무나스로 두 번 언급되었으며, 그 외에는 거의 전적으로 아그니로 제한되는 별명이다.
아수라
다른 많은 신들처럼 사비트르도 리그베다의 많은 찬가에서 '아수라'로 언급된다.
푸샨
사비트르 혼자만이 생동하는 힘의 군주이며, 그의 움직임(야마비히)으로 인해 그는 푸샨이 된다. 연속된 두 구절에서 푸샨과 사비트르는 연결된 것으로 묘사된다. 첫 번째 구절에서는 만물을 보는 푸샨의 호의가 연상되고, 두 번째 구절에서는 사비트르가 데바의 탁월한 찬란함을 생각하고자 하는 숭배자들의 사상을 자극하고자 한다. 후자의 구절은 지금은 가야트리 진언으로 일컬어지는 유명한 사비트르로서, 사비트르는 나중에 베다 연구의 시작에서 이와 함께 연상되었다.
미트라
사비트르는 또한 그의 법 때문에 미트라로 불렸다.
바가
후자의 단어가 여기에 오직 사비트르의 대명사로만 있지 않는 한, 사비트르는 때때로 바가와도 동일시되는 것처럼 보인다. 혜택을 주는 선한 신, 바가의 이름은 실제로 사비트르의 이름에 종종 추가되어 사비트르 바가 또는 바가 사비트르라는 단일한 표현을 형성하며, 바가라는 용어는 단순히 정성적이고 귀속적인 형용사로서 작용한다.

## 브라마나의 사비트르
베다에는 33신에 대한 분류가 없기 때문에 아디트야를 구체적으로 식별하지 않는다. 단, 야주르베다(7.19)에서는 천상(밝은 공간)에 11명의 신이 있고 대기(중간계)에는 11명의 신이 있으며, 지상(관찰자 공간)에는 11신이 있다고 말한다. 사타파타 브라마나의 일부 구절에서는 아디티아의 수가 8명이고 다른 구절에서는 12명의 아디트야가 언급되어 있다.
사비트르는 베다 이후 문헌에서 사라지고 푸라나적 힌두교의 말뭉치에도 언급되지 않는다.

## 힌두교 부흥주의
일부 현대 힌두교 영적 사상가들은 사비트르와 같은 베다 신들에게 상징성을 부여한다. 베다 신들은 자연의 힘일 뿐만 아니라 인간의 지성과 정신 안에 존재하며 영적인 진보를 돕는 힘이다.
스리 아우로빈도에 따르면 베다 묘사는 단순한 이미지보다 더 깊다. 베다에 언급된 신, 여신, 악의 세력은 다양한 우주의 힘을 상징한다. 그들은 인간 내면의 창조와 보존, 파괴의 드라마에서 중요한 역할을 한다.
모든 어둠의 힘들을 처단하여 감각들이 통제되고 마음이 안정되면, 그녀의 아슈빈들과 함께 내면 의식의 세계로 데려오는 여신 우샤스가 깨어난다. 우샤스가 빛의 신, 원시 태양인 아디티로 나타난 후: 먼저 모든 영적 성공에 필수적인 신성한 은총을 나타내는 사비트르로, 그 다음에는 신성한 사랑으로서 빛나는 마음(인드라) 및 그의 동료들(다른 신들)의 친구로 간주되는 미트라로 나타난다. 태양은 진실이며, 그 후에 르타(행동하는 진리)와 르타치트(진리 의식)이 나타난다.